# Колонізація: Після потрясінь
«Колонізація: Після потрясінь» (англ. Colonization: Aftershocks) — альтернативна історія та науково-фантастичний роман Гаррі Тертлдава. Це третій і останній роман серії «Колонізація» та сьома частина серії «Світова війна».

## Сюжет
У 1965 році ядерна війна між нацистською Німеччиною та Расами закінчується капітуляцією Німеччини після того, як вбивають фюрера Ернста Кальтенбруннера. Його замінює Вальтер Дорнбергер, який погоджується розпустити сили Осі, вивести німецькі війська з окупованої Франції та ліквідувати німецькі ракетні та ядерні сили. Відхід Німеччини призводить до нестабільності в урядах її союзників, таких як Британський союз фашистів на чолі з Освальдом Мослі у Сполученому Королівстві; зіткнення між силами Вільної Франції та новим урядом звільненої Франції; і радіоактивні опади, що дрейфують у Радянський Союз. Однак Дорнбергер таємно починає накопичувати зброю та частини ракет, що дає Німеччині можливість переозброїтися в майбутньому.
Тим часом нарешті розкривається таємниця ядерної атаки на колонізаціний флот Раси з «Другого контакту». Це була американська атака за наказом президента США Ерла Воррена. Коли це розкривається, Флітлорд Атвар дає Воррену вибір: згорнути американську космічну програму або дозволити Расі знищити Індіанаполіс, Індіана. На подив для всіх, Воррен дозволяє Расі знищити Індіанаполіс, а потім вбиває себе, а влада переходить до віце-президента США Гарольда Стассена. Врешті-решт стверджується, що причина, з якої Воррен дозволив знищити місто через космічну програму, полягала в тому, що американці працювали над кораблем, який би дозволив їм подорожувати на батьківщину Раси та відплатити за їхній візит на Землю.
Тим часом сама Раса через вплив імбиру на їхніх самок зазнає великих соціальних хвилювань. У іншопланетян виникають наркоманія, чорний ринок, проституція та практика шлюбів, а також зникає сезонність розмноження, подібно до людей.